# Mongoloraphidia solitaria
Mongoloraphidia solitaria är en halssländeart som beskrevs av H. Aspöck et al. 1982. Mongoloraphidia solitaria ingår i släktet Mongoloraphidia och familjen ormhalssländor. Inga underarter finns listade i Catalogue of Life.